# Killian Sanson
Killian Sanson (Saint-Doulchard, 7 de junho de 1997) é um futebolista profissional francês que atua como meia-atacante.

## Carreira
Killian Sanson começou a carreira no Thonon Évian.